# Jake McDorman
Jake McDorman, właśc. John Allen McDorman IV (ur. 8 lipca 1986 w Dallas) – amerykański aktor, występował w roli Briana Fincha, walczącego muzyka, który bierze pigułkę wzmacniającą inteligencję w serialu CBS Bezgraniczny.

## Filmografia

### Filmy
- 2006: Akwamaryna jako Raymond
- 2006: Dziewczyny z drużyny 3 jako Brad Warner
- 2007: Szklana pułapka 4.0 jako Jim
- 2014: Snajper jako Ryan „Biggles” Job
- 2015: Always Watching: A Marble Hornets Story jako Charlie MacNeel
- 2016: Dlaczego mi nie powiedziałeś? jako Griffin
- 2017: Lady Bird jako pan Bruno

### Seriale TV
- 2004–2005: Pięcioraczki jako Parker Chase
- 2006: Dr House jako Dan
- 2006: CSI: Kryminalne zagadki Miami jako Carl Thornton
- 2007: Dowody zbrodni jako Tanner
- 2007–2011: Greek jako Evan Chambers
- 2009: Gliniarz z Memphis jako Shane Vereen
- 2012: Jesteś tam, Chelsea? jako Rick Miller
- 2008: Newsroom jako Tate Brady
- 2013–2014: Shameless – Niepokorni jako Mike Pratt
- 2014: Miłość na Manhattanie jako Peter
- 2015–2016: Bezgraniczny jako Brian Finch
- 2018: Murphy Brown jako Avery Brown
- 2019: Watchmen jako Nelson Gardner / kapitan Metropolis
- 2019–2020: Co robimy w ukryciu jako Jeff
- 2021: Lekomania jako John Brownlee[4]